# Polk
Polk (angleško, nemško Regiment) je stalna vojaška formacija.
Polk je sestavljen iz 3-5 bataljonov in mu poveljuje podpolkovnik oz. polkovnik; ima med 2.000 do 6.000 vojakov.
V Slovenski vojski je več polkov in sicer 132. gorski polk, ki je stacioniran v vojašnici Boštjana Kekca v Bohinjski Beli, 10. pehotni polk, 74. pehotni polk, 20. pehotni polk, teritorialni polk 1. brigade, teritorialni polk 72. brigade, 157. logistični polk ter 670 logistični polk.